# NGC 736
NGC 736 é uma galáxia elíptica (E) localizada na direcção da constelação de Triangulum. Possui uma declinação de +33° 02' 40" e uma ascensão recta de 1 horas, 56 minutos e 41,0 segundos.
A galáxia NGC 736 foi descoberta em 12 de Setembro de 1784 por William Herschel.